# فریدریش گاتری
فریدریش گاتری (انگلیسی: Frederick Guthrie؛ زاده ۱۵ اکتبر ۱۸۳۳ درگذشته ۲۱ اکتبر ۱۸۸۶) یک دانشمند اهل بریتانیا بود.